# Tichel

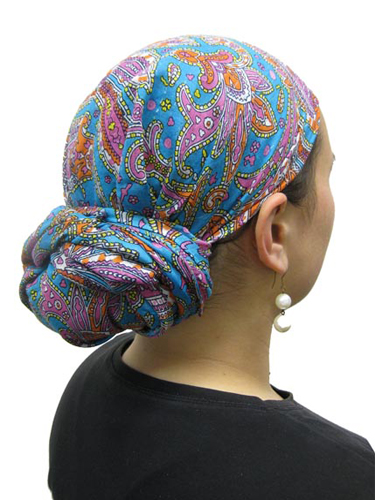
Tichel indossato tradizionalmente

Il tichel (ebraico:טיכעל), chiamato anche mitpachat, è un foulard indossato come copricapo dalle donne ebree sposate, nel rispetto del codice della modestia noto come tzniut. I tichel possono variare da un velo squadrato molto semplice e fatto di cotone, con un'allacciatura posteriore, fino a tessuti variamente elaborati e con allacciature complesse. Come per qualsiasi altra forma di abbigliamento nella tradizione ebraico-ortodossa, il tichel serve come moda e allo stesso tempo come espressione di modestia.

## Nei testi ebraici

### Halakhah
Una volta sposata, la donna ebrea entra in un rapporto del tutto particolare con il marito. Questa trasformazione è riflessa dal nome ebraico della cerimonia nuziale, "Qiddushin", che significa santificazione o santità. Con questo atto la sposa e lo sposo si dedicano totalmente l'uno all'altra, in maniera assoluta, in una santa unione. Questo impegno si manifesta in entrambi i partner, sia interiormente che esteriormente, in molti modi.
Uno di questi modi per la donna è di coprirsi i capelli, che sono considerati dall'ebraismo come una parte sensuale e privata della donna sposata. Coprendosi i capelli - anche con una parrucca che può essere scambiata per capigliatura vera - una donna esprime la sua devozione esclusiva, il suo amore e la sua univoca connessione col marito. Anche se gli altri non si rendono conto che si sta coprendo i capelli, la sposa ha la costante consapevolezza di essere la metà di un rapporto unico e profondo.
Sebbene ve ne siano comunque, anche se molte di queste severe leggi ebraiche del pudore vengono sospese nell'intimità della camera da letto, ancora durante il periodo della niddah la donna deve essere modesta e riservata di fronte al marito. È inoltre considerata cosa lodevole comportarsi in modo modesto a partire dall'età di intendere - verso i 3 anni - specialmente per le madri nell'educazione dei propri figli.

### Torah
La Torah esorta a mantenere standard elevati e di mantenere un alto livello di condotta morale ed etica anche quando non si è in presenza di altre persone. Per esempio anche quando ci si sta vestendo in una stanza buia è un dovere farlo in maniera modesta. Tuttavia i capelli della donna sposata non ha lo stesso status di altre parti intime del corpo che di solito sono coperte. La copertura dei capelli è principalmente un simbolo del matrimonio, una dimostrazione di devozione allo sposo.
La Torah stabilisce che una donna deve coprirsi completamente i capelli in un luogo pubblico. Alcune opinioni affermano che non si debba mostrare più di un tefach (un palmo, circa tre centimetri in totale - una ciocca) di capelli.
Secondo la Torah il sacerdote scopre o scioglie i capelli di una donna accusata come parte della umiliazione che precede la cerimonia espiativa (Libro dei Numeri Numeri 5:18). Da ciò il Talmud (Ketuboth 72) conclude che in circostanze normali i capelli coperti sono un requisito biblico per le donne.

### Talmud e Mishnah
Tuttavia la Mishnah, nel Ketuboth (07:06), implica che la copertura dei capelli non è un obbligo di origine biblica. Nel discutere comportamenti che sono causa di divorzio, come "apparire in pubblico con i capelli sciolti, tessere nel mercato e parlare a qualsiasi uomo", li chiama violazioni di Yehudit Dat, che significa "regola ebraica", al contrario di Dat Moshe, che significa "regola mosaica". Tale classificazione indica che la copertura dei capelli non è un obbligo assoluto proveniente da Mosè nel Sinai in modo esplicito ma è piuttosto uno standard di modestia che è stato definito dalla comunità ebraica.
Il Talmud (Ketuboth 72) offre una posizione di compromesso: la copertura minima dei capelli è un obbligo biblico mentre altre norme di come e quando coprirsi i capelli sono determinate dalla comunità.
In altre parti del Talmud (Berakhot 24a) i rabbini definiscono i capelli come sessualmente erotici (ervah) e proibiscono agli uomini di pregare in vista dei capelli di una donna. I rabbini basano questa decisione su un versetto biblico: "I tuoi capelli sono come un gregge di capre" (Cantico dei Cantici 4:1), suggerendo che questa lode riflette la natura sensuale dei capelli. Tuttavia è significativo notare che in questo contesto biblico l'amante loda anche il volto dell'amata che i rabbini non obbligano le donne a coprire. Anche se non tutti sono d'accordo il commentatore e posek tardo-medievale Mordechai ben Hillel spiega che queste definizioni rabbiniche di pudore - anche se derivate da un versetto biblico - si basano su norme comunitarie soggettive che possono variare col tempo.